# Stephanie Corneliussen
Stephanie Corneliussen (Copenaghen, 28 aprile 1987) è un'attrice e modella danese.

## Biografia
Stephanie Corneliussen è nata a Copenaghen, in Danimarca. Ha frequentato la "Johannesskolen" a Frederiksberg e ha studiato danza classica a Copenaghen. Ha una laurea in graphic design.
È stata scoperta all'età di 13 anni ed è stata incoraggiata ad entrare nel concorso Supermodel di Scandinavia, che è stato organizzato da Jacqueline Friis Mikkelsen, l'amministratore delegato di modelli unici, un'agenzia di modelle internazionale con sede a Copenaghen. Ha vinto il concorso e, successivamente, ha iniziato la sua carriera di modella internazionale.
Corneliussen è rappresentata da Scoop Models a Copenaghen.
Mentre era ancora in espansione la sua carriera di modella, ha iniziato a studiare nel Regno Unito nel 2007, e nel 2011 si è trasferita a Los Angeles.
Ha lavorato nel film Hansel e Gretel - Cacciatori di streghe come strega del deserto.
Ha lavorato nella serie Mr. Robot come Joanna Wellick.
Ha lavorato nella serie Legends of Tomorrow come Valentina Vostok.

## Filmografia

### Cinema
- Hansel & Gretel - Cacciatori di streghe (Hansel & Gretel: Witch Hunters), regia di Tommy Wirkola (2013) - non accreditata
- The Ceremony - Invito mortale (The Invitation), regia di Jessica Thompson (2022)

### Televisione
- The Rebels – serie TV, episodio 1x01 (2014)
- Royal Pains – serie TV, episodio 6x11 (2014)
- Hello Ladies – serie TV,  1 episodio (2014)
- Bad Judge – serie TV, episodio 1x13 (2015)
- The Exes – serie TV, episodio 4x13 (2015)
- Mr. Robot – serie TV, 21 episodi (2015-2017)
- Legends of Tomorrow – serie TV,  2 episodi (2016)
- Deception – serie TV, 6 episodi (2018)
- Legion – serie TV, 4 episodi (2019)

## Doppiatrici italiane
Nelle versioni in italiano dei suoi lavori, Stephanie Corneliussen è stata doppiata da:
- Chiara Gioncardi in Mr. Robot
- Lilli Manzini in Legion